# ДИС
ДИС је српски трговински ланац са седиштем у Крњеву. Оснивач овог трговчког ланца је породица Тирнанић. Од 1991. године до сада има 44 трговачка ланца, такође и 19 нових Супер Дис маркета. Компанија Дис је 2008. године на своје тржиште пласирала прве артикле, марке добро, као и мастерклас.

## Историја
На почетку се Дис звао Дискомерц, а 2005. године је назив промењен у Дис. Током 2012. године, Дис је ангажовао спортисту Новака Ђоковића да буде заштитно лице компаније. Година иновације за Дис је 2019. када је Дис ибацио нови формат маркета Супер Дис.